# Trzebicz (Lubusz)
Pour les articles homonymes, voir Trzebicz.
Trzebicz (prononciation : [ˈtʂɛbit͡ʂ]) est un village polonais de la gmina de Drezdenko dans le powiat de Strzelce-Drezdenko de la voïvodie de Lubusz dans l'ouest de la Pologne.
Il se situe à environ 6 kilomètres à l'ouest de Drezdenko (siège de la gmina), 17 kilomètres au sud-est de Strzelce Krajeńskie (siège de le powiat) et 35 kilomètres à l'est de Gorzów Wielkopolski (capitale de la voïvodie).

## Histoire
Au cours du deuxième partage de la Pologne en 1793, le village est annexé par le Royaume de Prusse sous le nom de Trebitsch. Jusqu'en 1945, Trebitsch fait partie de l'arrondissement de Friedeberg-en-Nouvelle-Marche dans le district de Francfort au sein de la province de Brandebourg.
Après la Seconde Guerre mondiale, avec la mise en œuvre de la ligne Oder-Neisse, le village retourne à la République populaire de Pologne. La population d'origine allemande est expulsée et remplacée par des polonais.
De 1975 à 1998, le village appartenait administrativement à la voïvodie de Gorzów.
Depuis 1999, il appartient administrativement à la voïvodie de Lubusz.